# José da Costa Carvalho
José da Costa Carvalho, Marqués de Monte Alegre (Salvador, 7 de febrero de 1796 - São Paulo, 18 de septiembre de 1860) fue un político, juez y periodista brasileño conocido por su excelente oratoria y talento político. Fue miembro de la Regencia Trina Permanente y Primer ministro del Imperio del Brasil.